# Cory Barlog
Cory Barlog (2 de septiembre de 1975, Sacramento, California) es un diseñador, director y escritor de videojuegos estadounidense, actual director creativo de desarrollo de videojuegos en Santa Monica Studio. Es conocido por su trabajo en la saga God of War.

## Biografía y carrera
Su padre es el veterano de Vietnam y escritor, J. M. Barlog.
Antes de llegar a Santa Monica Studio de Sony Interactive Entertainment, Barlog trabajó en Backyard Wrestling: Don't Try This at Home y X-Men: Next Dimension.
Después de unirse a Santa Mónica, Barlog fue el animador principal de God of War (2005), y fue director de juego de God of War II (2007), por el cual ganó un BAFTA por su trabajo de redacción en el juego. También se desempeñó como director de God of War III (2010) durante los primeros ocho meses de su desarrollo. Aunque no era parte de Sony en ese momento, ayudó a escribir God of War: Ghost of Sparta (2010).
Fue un orador principal en ECAROcon 2008 en Syracuse, Nueva York. En una entrevista con el sitio web Mega64, anunció que un título en el que está trabajando es una adaptación de la cuarta película de Mad Max, titulada Mad Max: Fury Road. Se informó que se encontraba en Suecia para desarrollar el título con Avalanche Studios, más conocido por la serie Just Cause. Unos años más tarde, varios sitios web de juegos confirmaron que el título estaba en desarrollo.
En marzo de 2012, se anunció que Barlog se unió a Crystal Dynamics para dirigir las cinemáticas del nuevo juego Tomb Raider y dirigir un juego nunca anunciado. Barlog dejó la compañía en abril de 2013.
En agosto de 2013, se anunció que Barlog volvería a Santa Mónica. Allí, Barlog se desempeñó como director creativo del estudio y dirigió God of War en 2018, por lo que ganó la mejor dirección y el premio a Juego del año en la ceremonia The Game Awards 2018.

## Premios recibidos
| Año  | Premio                                    | Trabajo       | Resultado |
| ---- | ----------------------------------------- | ------------- | --------- |
| 2007 | Videojuegos - Mejor historia y personajes | God of War II | Ganador   |

| Año  | Premio         | Trabajo    | Resultado |
| ---- | -------------- | ---------- | --------- |
| 2018 | Mejor director | God of War | Ganador   |